# Cantón de Duras
El cantón de Duras era una división administrativa francesa, que estaba situada en el departamento de Lot y Garona y la región de Aquitania.

## Composición
El cantón estaba formado por quince comunas:
- Auriac-sur-Dropt
- Baleyssagues
- Duras
- Esclottes
- La Sauvetat-du-Dropt
- Loubès-Bernac
- Moustier
- Pardaillan
- Saint-Astier
- Sainte-Colombe-de-Duras
- Saint-Jean-de-Duras
- Saint-Sernin
- Savignac-de-Duras
- Soumensac
- Villeneuve-de-Duras

## Supresión del cantón de Duras
En aplicación del Decreto n.º 2014-257 de 26 de febrero de 2014, el cantón de Duras fue suprimido el 22 de marzo de 2015 y sus 15 comunas pasaron a formar parte del nuevo cantón de Las Laderas de Guyena.